# За Маркса…
«За Маркса…» — російський фільм 2012 року режисера Світлани Баскової.

## Сюжет
Сюжет фільму розповідає про ситуацію на сталеливарному заводі під час економічної кризи. Дія фільму розгортається в 2010 році, коли керівництво підприємства, в особі його власника, Павла Сергійовича, проводить скорочення заробітної плати і звільнення персоналу. Це викликає невдоволення в колективі: група активістів організує незалежну профспілку з наміром домогтися від керівництва вирішення ряду проблем. На конфлікті між робітниками та керівництвом заводу і ґрунтується сюжет картини. За час дії фільму з активістів профспілки залишається живим тільки бригадир ливарного цеху. Він вбиває власника заводу. 

## У ролях
- Сергій Пахомов — бригадир ливарного цеху, активіст профспілки
- Олександр Ковальов — майстер ливарного цеху, активіст профспілки
- Лаврентій Світличний — активіст профспілки
- Володимир Єпіфанцев — власник заводу
- Віктор Сергачов — батько власника заводу
- Денис Яковлєв — помічник власника заводу
- Михайло Калінкін — начальник цеху

## Нагороди та номінації
Фільм був показаний на Берлінському міжнародному кінофестивалі 2013 року. Переміг у номінації «Подія року» на фестивалі «Білий слон». Був номінований на головний приз «Кінотавра» у 2012 році.